# Пакет-радио
Пакет радио је претхоница бежичног слања података, данашњи ГПРС. Користи се радио предајник на учестаностима 27 MHz или на 144 MHz који се уместо аудио сигналом модулише кодираним подацима. На другој страни постоји декодер где се подаци враћају у првобитни облик. Најчешће је то текст али могу бити и друге врсте података али због брзине преноса то није практично. У данашње време модрернизовани пакет радио се користи за приступ интернету преко мобилних телефона за повезивање фискалних каса и многе друге комуникације.